# گری اولدمن
گری لئونارد اولدمن (انگلیسی: Gary Leonard Oldman؛ زادهٔ ۲۱ مارس ۱۹۵۸) بازیگر و فیلم‌ساز انگلستانی است. او برای تنوع عملکردی و سبک بازیگری پراحساس خود معروف است. اولدمن دریافت‌کنندهٔ افتخارات گوناگونی از جمله یک جایزهٔ اسکار، یک جایزهٔ گلدن گلوب و سه جایزهٔ آکادمی فیلم بریتانیا بوده‌است. فیلم‌های او بیش از ۱۱ میلیارد دلار در سراسر جهان فروش داشته و نامش در میان پرفروش‌ترین بازیگران فیلم قرار گرفته‌است.
اولدمن بازیگری در تئاتر را در سال ۱۹۷۹ آغاز کرد و بازیگری در سینما را در فیلم یادگار (۱۹۸۲) تجربه کرد. او برای بازی در فیلم‌های بریتانیایی و ایفای نقش سید ویشس در سید و نانسی (۱۹۸۶)، جو اورتن در گوش‌هایت را تیز کن (۱۹۸۷) و روزنکرانتز در روزنکرانتز و گیلدنسترن مرده‌اند (۱۹۹۰) به شهرت رسید و برای فیلم تلویزیونی دارودسته جلب توجه کرد. او به‌عنوان یکی از اعضای «بریت پک» برای بازی در ایالات گریس (۱۹۹۰)، لی هاروی اسوالد در جی‌اف‌کی (۱۹۹۱) و کنت دراکولا در دراکولای برام استوکر (۱۹۹۲) به شناخت گستره‌تری دست یافت.
اولدمن در فیلم‌هایی مانند داستان عاشقانه واقعی (۱۹۹۳)، عنصر پنجم (۱۹۹۷)، ایر فورس وان (۱۹۹۷) و رقیب (۲۰۰۰) نقش شخصیت‌های شرور را به تصویر کشید. نورمن استنزفیلد، مأمور فاسد اداره مبارزه با مواد مخدر آمریکا با بازی اولدمن در لئون: حرفه‌ای (۱۹۹۴)، به عنوان یکی از بهترین شرورهای سینما رتبه‌بندی شده‌است.
او همچنین در فیلم معشوق جاودان (۱۹۹۴) نقش لودویگ فان بتهوون را بازی کرد و بعداً در نقش‌های فرانچایزی مانند سیریوس بلک در مجموعه هری پاتر، جیمز گوردون در سه‌گانه شوالیه تاریکی (۲۰۰۵–۲۰۱۲) و یک رهبر انسانی در طلوع سیاره میمون‌ها (۲۰۱۴) ظاهر شد. اولدمن برای بازی در نقش وینستون چرچیل در فیلم تاریک‌ترین لحظات (۲۰۱۷) برنده جایزه اسکار بهترین بازیگر نقش اول مرد شد. او برای فیلم‌های بندزن خیاط سرباز جاسوس (۲۰۱۱) و منک (۲۰۲۰) هم نامزد دریافت این جایزه شد.

## بخشی از فیلم‌شناسی
| سال  | عنوان                              | نقش                                | کارگردان            | توضیحات                  |
| ---- | ---------------------------------- | ---------------------------------- | ------------------- | ------------------------ |
| ۱۹۸۵ | چاتاهوچی                           |                                    |                     | —                        |
| ۱۹۸۶ | سید و نانسی                        | سید ویشس                           | الکس کاکس           | —                        |
| ۱۹۸۸ | مسیر ۲۹                            |                                    | نیکلاس روگ          |                          |
| ۱۹۸۹ | حقوق کیفری                         | بن چیس                             | مارتین کمپل         | —                        |
| ۱۹۸۹ | دارودسته                           | کلایو «بکس» بیسل                   | آلن کلارک           | —                        |
| ۱۹۹۰ | روزنکرانتز و گیلدنسترن مرده‌اند     | Rosencrantz                        | تام استاپارد        | —                        |
| ۱۹۹۰ | هنری و جون                         | پاپ                                | فیلیپ کافمن         | با نام موریس اسکارگو     |
| ۱۹۹۱ | جی‌اف‌کی                             | لی هاروی اسوالد                    | الیور استون         | —                        |
| ۱۹۹۲ | دراکولای برام استوکر               | کنت دراکولا                        | فرانسیس فورد کوپولا | —                        |
| ۱۹۹۳ | داستان عاشقانه واقعی               |                                    | تونی اسکات          | —                        |
| ۱۹۹۴ | لئون حرفه‌ای                        | نورمن استنسفیلد                    | لوک بسون            | —                        |
| ۱۹۹۴ | معشوق جاودان                       | لودویگ فان بتهوون                  | برنارد رز           | —                        |
| ۱۹۹۵ | داغ ننگ                            | Rev. Arthur Dimmesdale             | رولند جافه          | —                        |
| ۱۹۹۶ | باسکیت                             | آلبرت میلو                         | جولیان اشنابل       | —                        |
| ۱۹۹۷ | عنصر پنجم                          | Jean-Baptiste Emmanuel Zorg        | لوک بسون            | —                        |
| ۱۹۹۷ | ایر فورس وان                       | Egor Korshunov                     | ولفگانگ پترسن       | —                        |
| ۱۹۹۷ | نکبت                               | —                                  | گری اولدمن          | نویسنده و کارگردان       |
| ۱۹۹۸ | گم‌شده در فضا                       |                                    | استیون هاپکینز      |                          |
| ۱۹۹۸ | جستجو برای کملوت                   | Sir Ruber                          | فردریک دو شو        | صداپیشه                  |
| ۱۹۹۹ | عیسی                               | پونتیوس پیلاطس                     | راجر یانگ           |                          |
| ۲۰۰۰ | رقیب                               | Rep. Sheldon Runyon                | راد لوری            | همچنین مدیر اجرایی تولید |
| ۲۰۰۱ | هانیبال                            | میسون ورگر                         | ریدلی اسکات         |                          |
| ۲۰۰۱ | دوستان (مجموعه تلویزیونی)          |                                    |                     |                          |
| ۲۰۰۲ | شیطان را بران                      | دِوِل (شیطان)                        | تونی اسکات          | فیلم کوتاه به سفارش ب‌ام‌و |
| ۲۰۰۲ | بزرگ‌راه ۶۰                         |                                    |                     |                          |
| ۲۰۰۳ | کوتاهی پا مشکلی نیست               |                                    | متیو برایت          |                          |
| ۲۰۰۳ | مدال افتخار: حمله متفقین           | صدا                                |                     | بازی ویدئویی             |
| ۲۰۰۴ | هری پاتر و زندانی آزکابان          | سیریوس بلک                         | آلفونسو کوارون      | —                        |
| ۲۰۰۴ | ماهی مرده                          |                                    |                     | —                        |
| ۲۰۰۵ | بتمن آغاز می‌کند                    | جیمز گوردون                        | کریستوفر نولان      | —                        |
| ۲۰۰۵ | هری پاتر و جام آتش                 | سیریوس بلک                         | مایک نیوول          | —                        |
| ۲۰۰۶ | جنگل دورافتاده                     |                                    | کولدو سرا           |                          |
| ۲۰۰۷ | هری پاتر و محفل ققنوس              | سیریوس بلک                         | دیوید ییتس          | —                        |
| ۲۰۰۸ | شوالیه تاریکی                      | جیمز گوردون                        | کریستوفر نولان      | —                        |
| ۲۰۰۸ | ندای وظیفه: جهان در جنگ            | صدا ویکتور رزنوف                   |                     | بازی رایانه‌ای            |
| ۲۰۰۹ | متولدنشده                          | Rabbi Joseph Sendak                | دیوید اس. گویر      | —                        |
| ۲۰۰۹ | سرود کریسمس                        | Tiny Tim/Bob Cratchit/Jacob Marley | رابرت زمکیس         | صداپیشه                  |
| ۲۰۰۹ | سیاره ۵۱                           |                                    | جورج بلانکو         |                          |
| ۲۰۱۰ | کتاب عیلی                          | Carnegie                           | برادران هیوز        | —                        |
| ۲۰۱۰ | ندای وظیفه: بلک اپس                | صدا ویکتور رزنوف                   |                     | بازی ویدئویی             |
| ۲۰۱۱ | شنل‌قرمزی                           | Father Solomon                     | کاترین هاردویک      | —                        |
| ۲۰۱۱ | پاندای کونگ‌فوکار ۲                 | لرد شِن                             | جنیفر یو نلسون      | صداپیشه                  |
| ۲۰۱۱ | هری پاتر و یادگاران مرگ - قسمت دوم | سیریوس بلک                         | دیوید یتس           | —                        |
| ۲۰۱۱ | بندزن خیاط سرباز جاسوس             | George Smiley                      | توماس آلفردسن       | —                        |
| ۲۰۱۲ | شوالیه تاریکی برمی‌خیزد             | جیمز گوردون                        | کریستوفر نولان      | —                        |
| ۲۰۱۲ | بی‌قانون                            | Floyd Banner                       | جان هیلکات          | —                        |
| ۲۰۱۲ | اسلحه‌ها، دختران و قمار             | اویس الویس                         | مایکل وینیک         | —                        |
| ۲۰۱۳ | توهم                               | Nicolas Wyatt                      | رابرت لوکتیک        | —                        |
| ۲۰۱۴ | پلیس آهنی                          | دکتر دنت نورتون                    | ژوزه پادیلا         | —                        |
| ۲۰۱۴ | طلوع سیاره میمون‌ها                 | Dreyfus                            | مت ریوز             | —                        |
| ۲۰۱۵ | کودک ۴۴                            | Timur Nestorov                     | دنیل اسپینوزا       | —                        |
| ۲۰۱۶ | مجرم                               | Quaker Wells                       | آریل ورومن          | در مراحل پس از تولید     |
| ۲۰۱۷ | فضای میان ما                       | Nathaniel Shepherd                 | پیتر چلسوم          |                          |
| ۲۰۱۷ | محافظ مزدور                        |                                    | پاتریک هیوز         |                          |
| ۲۰۱۷ | تاریک‌ترین ساعت                     | وینستون چرچیل                      | جو رایت             |                          |
| ۲۰۱۸ | قاتل شکارچی                        |                                    | داناوان مارش        |                          |
| ۲۰۱۸ | ندای وظیفه: بلک آپس ۴              | صدا ویکتور رزنوف                   |                     | بازی ویدئویی             |
| ۲۰۱۹ | قاتلین ناشناس                      |                                    | مارتین اوون         |                          |
| ۲۰۱۹ | پیک                                |                                    |                     |                          |
| ۲۰۱۹ | ماری                               |                                    |                     |                          |
| ۲۰۱۹ | رختشویگاه                          | یورگن موساک                        | استیون سودربرگ      |                          |
| ۲۰۲۰ | زنی پشت پنجره                      |                                    | جو رایت             |                          |
| ۲۰۲۰ | شهروند ستاره                       | صدا و ضبط حرکت                     |                     | بازی ویدئویی             |
| ۲۰۲۰ | یادگار                             |                                    |                     |                          |
| ۲۰۲۰ | منک                                | هرمن جی. منکیویچ                   | دیوید فینچر         |                          |
| ۲۰۲۳ | اوپنهایمر                          | هری ترومن                          | کریستوفر نولان      | نقش کوتاه                |